# Merindad de Valdivielso
Merindad de Valdivielso är en kommun i Spanien.   Den ligger i provinsen Provincia de Burgos och regionen Kastilien och Leon, i den norra delen av landet, 270 km norr om huvudstaden Madrid. Antalet invånare är 432. Arean är 128 kvadratkilometer.
Terrängen i Merindad de Valdivielso är huvudsakligen kuperad, men åt sydväst är den platt.